# Tetanops integer
Tetanops integer är en tvåvingeart som beskrevs av Friedrich Hermann Loew 1873. Tetanops integer ingår i släktet Tetanops och familjen fläckflugor. Inga underarter finns listade i Catalogue of Life.